# Епархия Тируччираппалли
Епархия Тируччираппалли (лат.  Dioecesis Tiruchirapolitana) — епархия Римско-Католической церкви c центром в городе Тируччираппалли, Индия. Епархия Тируччираппалии входит в митрополию Мадурая. Кафедральным собором епархии Тируччираппалли является церковь Пресвятой Девы Марии.

## История
В 1606 году Святой Престол учредил миссию Sui iuris Мадуры, выделив её из епархии Кочина. В 1773 году миссия sui iuris Мадуры была упразднена.
8 июля 1836 года Римский папа Григорий XVI издал бреве Apostolici muneris, которым учредил апостольский викариат Побережья Корамандела, выделив его из епархии Сан-Томе и Мелиапура (сегодня — Архиепархия Мадраса и Мелапора). Попечение над апостольским викариатом Побережья Коромандела было поручено миссионерской организации  Парижскому обществу заграничных миссий.
19 мая 1846 года апостольский викариат Побережья Коромандела был переименован в апостольский викариат Мадуры и Побережья Коромандела.
В 1850 году апостольский викариат Мадуры и Побережья Коромандела передал часть своей территории новому апостольскому викариату Коимбатура и Майсура (сегодня — Епархия Коимбатура и Епархия Майсура).
1 сентября 1886 года Римский папа Лев XIII издал буллу Humanae salutis, которой преобразовал апостольский викариат Мадуры и Побережья Коромандела в епархию Мадурая.
7 июня 1887 года епархия Мадурая была переименована в епархию Тричинополи. В этот же день епархия Тричинополи вошла в митрополию Бомбея.
12 июня 1923 года и 8 января 1938 года епархия Тричинополи передала часть своей территории новым епархиям Тутикорина и Мадуры (сегодня — Архиепархия Мадурая).
21 октября 1950 года Конгрегация Пропаганды веры выпустила декрет Cum post rerum, которым переименовала епархию Тричинополи в епархию Тируччираппалли.
19 сентября 1953 года епархия Тируччираппалли вошла в митрополию Мадурая.
10 ноября 2003 года епархия Тируччираппалли передала часть своей территории епархии Диндигула.

## Ординарии епархии
- епископ Луи-Шарль-Огюст Эбер (8.07.1836 — 3.10.1836);
- епископ Клемен Боннан (3.10.1836 — 3.04.1850);
- епископ Алексис Канос (25.04.1846 — 2.12.1888);
- епископ Жан-Мари Барт (21.03.1890 — 19.12.1913);
- епископ Анж-Огюст Фесандьер (19.12.1913 — 24.09.1934);
- епископ Джон Петер Леонард (2.01.1936 — 8.01.1938) — назначен епископом Мадурая;
- епископ James Mendonça (7.-3.1938 — 19.12.1970);
- епископ Томас Фернандо (23.11.1970 — 6.10.1990);
- епископ Гаьриэль Лоуренс Сенгол (6.10.1990 — 14.10.1997);
- епископ Антоний Девотта Antony (16.11.2000 — по настоящее время).

## Источник
- Annuario Pontificio, Libreria Editrice Vaticana, Città del Vaticano, 2003, ISBN 88-209-7422-3
- Бреве Apostolici muneris, Adrien Launay, Histoire des Missions de l’Inde, Vol. I, Paris 1898, стр. 491  (лат.)
- Булла Humanae salutis  (итал.)
- Декрет Cum post rerum, AAS 43 (1951), стр. 127  (лат.)